# Chiara Ferragni
Chiara Ferragni (Cremona, 7 maggio 1987) è un'imprenditrice e blogger italiana.
È amministratrice delegata e fondatrice di TBS Crew srl e Chiara Ferragni Brand.

## Biografia

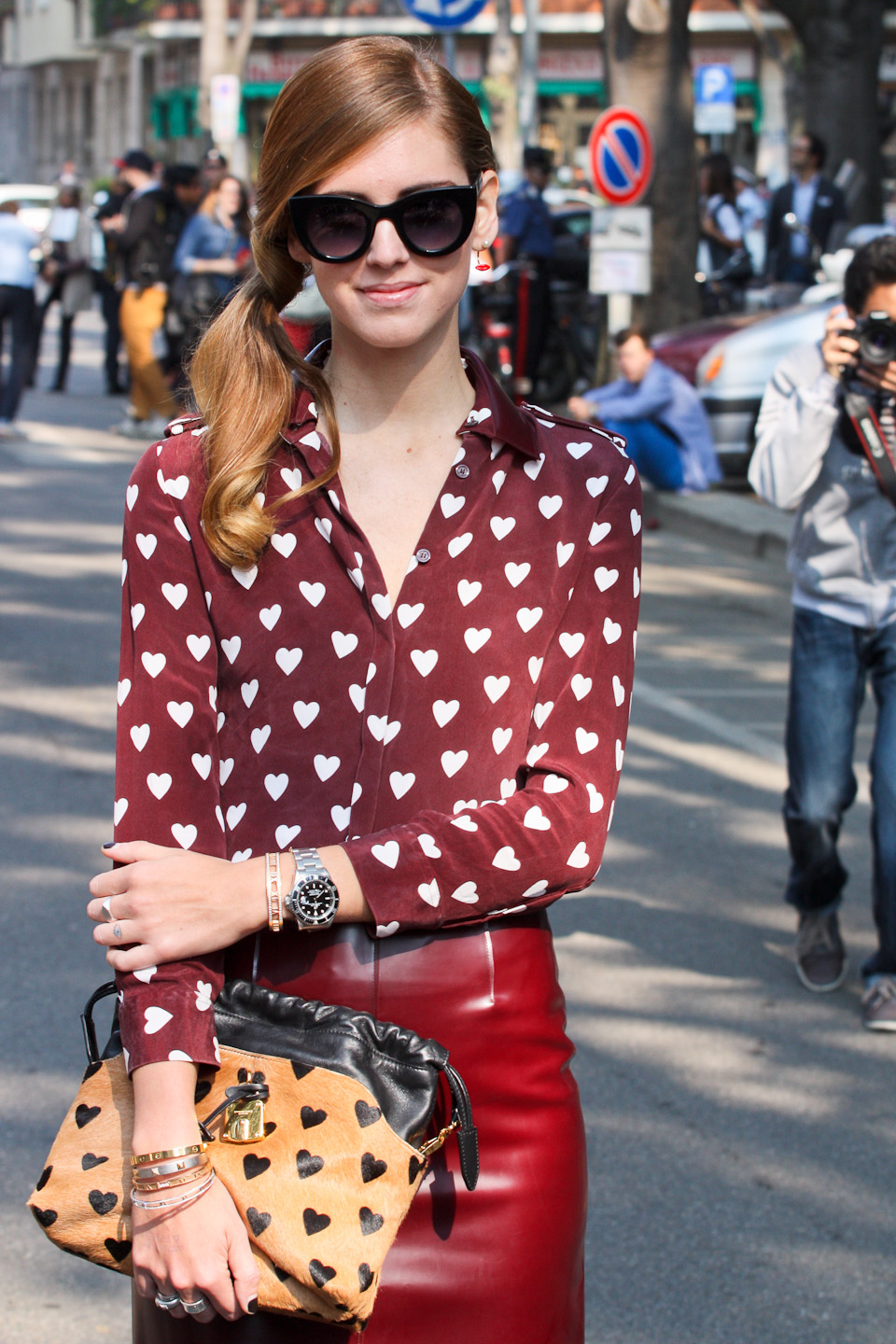
Chiara Ferragni alla Settimana della moda di Milano nel 2013

Figlia del dentista Marco Ferragni (Cremona, 15 dicembre 1957), membro della celebre famiglia Ferragni, e della scrittrice Marina Di Guardo, ha due sorelle minori, Francesca (nata nel 1989) e Valentina (nata nel 1992) e un fratellastro, Lorenzo, da parte di padre. Ha frequentato il liceo classico "Daniele Manin" di Cremona e si è iscritta alla facoltà di giurisprudenza dell'Università Bocconi, senza terminare gli studi.
Nel 2009 crea insieme all'allora fidanzato Riccardo Pozzoli il blog The Blonde Salad. Nel 2010 presenta una linea di scarpe ed è ospite degli MTV TRL Awards. A dicembre del 2013 collabora con Steve Madden per la progettazione di una collezione di scarpe per la primavera 2014.
Ad agosto 2014 è giudice ospite nella XIII edizione di Project Runway. Ad aprile 2015 diventa la prima fashion blogger ad apparire su una copertina di Vogue, quando viene selezionata per l'editoriale di aprile di Vogue Spagna. Nel 2013 nasce inoltre il brand Chiara Ferragni Collection.
Nel 2016 diventa global ambassador di Pantene, testimonial di Amazon moda e posa per l'edizione statunitense di Vanity Fair. Forbes l'ha inserita nella lista "30 Under 30 Europe: The Arts" del 2016. Ad agosto del 2016, Mattel ha creato una versione Barbie della sua persona.
Nel 2017 viene nominata sempre dalla rivista Forbes "l'influencer di moda più importante al mondo", e viene scelta da Swarovski come testimonial della collezione natalizia, accanto alle top model Karlie Kloss, Naomi Campbell e Fei Fei Sun.
Il 6 dicembre 2017 viene premiata a Roma come Top Digital Leader e nella categoria Web Star italiane donne, nell'ambito della prima ricerca sulla leadership digitale in Italia. Nel 2018 viene scelta come testimonial dall'azienda di gioielleria Pomellato e dall'azienda di intimo Intimissimi, in quest'ultima affiancando la modella Gisele Bündchen.
Dal 2016 ha iniziato a gestire autonomamente tali ambiti di attività. Uno studio del 2017 ha descritto il suo modello comunicativo come una modalità frequente e naturale di apparire nei social, attenta a valorizzare l'immagine corporea, coerente con la tendenza fashion e con una strategia commerciale di lungo termine che si propone di mantenere alto il livello d'interazione degli utenti col suo profilo web e la discussione da esso generata. Nel 2019 è protagonista del documentario Chiara Ferragni - Unposted, diretto da Elisa Amoruso e incentrato sul ruolo giocato dai social network nell'influenzare e determinare il mondo del business. In Italia il documentario ha incassato 1 601 499 euro nel corso dei tre giorni di programmazione. Nel 2020 partecipa al singolo Non mi basta più della rapper Baby K.
A ottobre 2018 la festa di compleanno di Fedez, organizzata in un supermercato Carrefour di Milano, genera polemiche sui social network e sui mass media a causa delle varie stories pubblicate su Instagram che mostravano gli invitati e la coppia giocare col cibo. Ulteriori polemiche riguardo la questione emergono a seguito della pubblicazione di un video che mostra Ferragni, Fedez e la madre di quest'ultimo decidere quali difese adottare nei confronti delle critiche ricevute per lo spreco di cibo, durante la citata festa nel supermercato di Milano. Fedez è infatti sorpreso a dire: "Diciamo che lo diamo in beneficenza?", riferendosi al cibo sprecato.

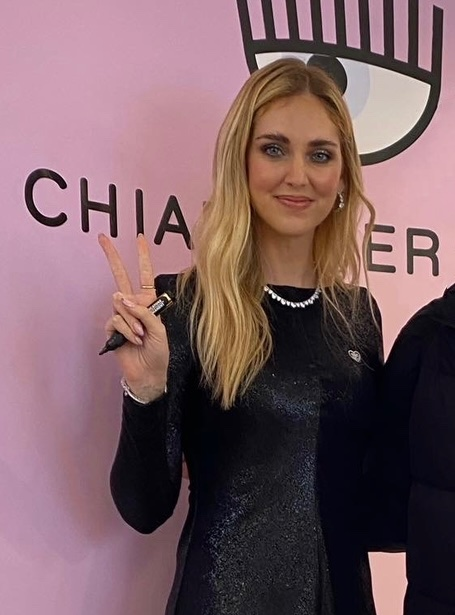
Chiara Ferragni a Bari nel 2021 durante il lancio di una collezione della sua linea make-up

A marzo del 2020, a seguito dell'emergenza sanitaria causata dalla pandemia di COVID-19, lancia assieme al marito una raccolta fondi per l'ospedale San Raffaele. La coppia ha effettuato una donazione iniziale di 100 000 euro e in circa 8 giorni sono stati raccolti i fondi sufficienti a realizzare un nuovo reparto di terapia intensiva da 14 posti letto all'interno del campus universitario dell'ospedale. A fine maggio sono stati raccolti quasi 4500000 euro da 206000 donatori che hanno reso l'iniziativa il crowdfunding più grande d'Europa e uno dei 10 più grandi al mondo.
Il 9 aprile 2021 Diego Della Valle ha annunciato l'ingresso di Ferragni nel Consiglio di Amministrazione di Tod's. Nell'estate dello stesso anno lancia la propria linea di gioielli.
Il 20 maggio 2021 viene annunciata la prima collaborazione tra Chiara Ferragni e Nespresso lanciando e firmando una collezione in edizione limitata di un set per caffè esclusivo, con l'effige dell'occhio azzurro che rappresenta il marchio dell'imprenditrice. Inoltre dal 10 giugno al 18 luglio dello stesso anno viene inaugurato un temporary cafè in zona Brera a Milano per promuovere il lancio della collaborazione.
Il 9 dicembre 2021 viene distribuita su Amazon Prime Video la serie tv The Ferragnez che racconta le vicende della famiglia e della vita di coppia di Chiara e Fedez. Il 30 giugno 2022 la coppia annuncia l'inizio delle riprese della seconda stagione della serie in uscita nel corso del 2023.
Nel 2022 le è stata tolta la qualifica di "membro indipendente" del CdA di Tod's.
Il 16 gennaio 2023 viene annunciata la seconda collaborazione tra Chiara Ferragni e Nespresso, con l'uscita della seconda collezione di set per caffè in edizione limitata, per il quale Chiara Ferragni ha ideato e sviluppato il design ispirandosi alla Villa Necchi Campiglio di Milano. 
È stata la co-conduttrice della prima e dell'ultima serata del Festival di Sanremo 2023. L'Agcom ha multato la Rai per 170 000 euro a causa della pubblicità occulta fatta a Instagram da Chiara Ferragni e Amadeus.
Nel 2024 viene esclusa dal consiglio di amministrazione di Tod's e il contratto con Pantene non viene rinnovato. L'azienda Fenice Srl, proprietaria del Chiara Ferragni Brand, ha registrato un crollo dei ricavi da 14,3 milioni di euro nel 2022 a meno di 2 milioni di euro nel 2024.
Nel mese di aprile 2025 l'influencer ha versato 6,4 milioni di euro per ricostituire il capitale della Fenice Srl e ne è diventata azionista di maggioranza, passando ad una quota del 99,8% (il restante 0,2% appartiene a Pasquale Morgese). La Fenice Retail Srl, società che gestiva i negozi di Chiara Ferragni, è stata messa in liquidazione a giugno. In seguito Pasquale Morgese ha chiesto di invalidare le decisioni approvate dall'ultima assemblea sostenendo che il conto economico sarebbe stato redatto per rappresentare una situazione della società peggiore rispetto a quella reale e indurre i soci in errore.

## Vita privata
Dopo una relazione di due anni con Alberto Luppichini, è stata fidanzata per cinque anni con Riccardo Pozzoli, con cui ha creato il suo primo blog The Blonde Salad.
A ottobre del 2016 ha ufficializzato la relazione con il rapper italiano Fedez. La coppia si è sposata il 1º settembre 2018 a Noto, in Sicilia, con una cerimonia privata riservata ad amici e parenti. Dal matrimonio sono nati due figli: Leone, il 19 marzo 2018, e Vittoria, il 23 marzo 2021. La coppia si è separata nel 2024 e ha divorziato il 23 luglio 2025.
Da ottobre 2024 a maggio 2025 ha avuto una relazione con l'imprenditore Giovanni Tronchetti Provera, figlio di Marco Tronchetti Provera.

## Procedimenti giudiziari
Il 14 dicembre 2022, in un articolo pubblicato sul quotidiano Domani, Selvaggia Lucarelli espresse dei dubbi sull'iniziativa dei pandori Balocco a tema Ferragni messi in commercio in quella stagione natalizia per sostenere l'ospedale infantile Regina Margherita di Torino, da lei definita "una triste operazione commerciale mescolata con la beneficenza". Secondo la ricostruzione della giornalista, le metodologie promozionali adottate facevano pensare che acquistando il dolce si contribuisse all'acquisto di un nuovo macchinario ospedaliero, mentre in realtà la Balocco aveva disposto una donazione fissa a favore dell'ospedale mesi prima del lancio dell'iniziativa indipendentemente dalle vendite del prodotto.
Nell'estate del 2023 l'Autorità garante della concorrenza e del mercato (AGCM) ha avviato un'istruttoria nei confronti di Balocco S.p.A. e delle società che gestiscono i marchi e i diritti relativi a Chiara Ferragni, Fenice S.r.l. e TBS Crew S.r.l., per "pratica commerciale scorretta" e a dicembre le tre società sono state sanzionate rispettivamente per 420000, 400000 e 675000 euro. Secondo il comunicato dell'AGCM, la donazione all'ospedale Regina Margherita ammontava a 50000 euro, mentre le società riconducibili a Chiara Ferragni incassarono più di un milione di euro per la licenza dei marchi e la realizzazione dei contenuti pubblicitari. Secondo il comunicato dell'Autorità, il cartiglio apposto sulla confezione dei pandori, oltre che posts e stories sui canali social di Ferragni, riportavano informazioni idonee ad avvalorare la circostanza per cui l'acquisto di ogni singolo prodotto avrebbe contribuito direttamente alla donazione e che la stessa Ferragni vi avrebbe partecipato. L'AGCM ha sottolineato, inoltre, che il prezzo del prodotto — pari a circa due volte e mezzo il prezzo del classico pandoro — avesse indotto i consumatori a percepirlo inerente alla donazione, facendo così leva sulla sensibilità del pubblico verso iniziative benefiche e violando il dovere di diligenza professionale previsto dal Codice del consumo. Ferragni si è scusata per l'accaduto su Instagram, ha effettuato una donazione di un milione di euro all'ospedale Regina Margherita e ha presentato ricorso presso il Tar del Lazio contro l'AGCM.
Il Codacons ha presentato una denuncia per truffa aggravata in numerose procure e quelle di Milano, Cuneo, Prato e Trento hanno aperto dei fascicoli esplorativi in merito. Ferragni è stata poi iscritta nel registro degli indagati dalle procure di Milano e di Cuneo. La Procura di Milano ha iscritto l'influencer nel registro degli indagati con l'ipotesi di truffa aggravata per altri due episodi di beneficenza legata a prodotti da lei promossi: una bambola di Trudi lanciata nel 2019 e delle uova di Pasqua della Dolci Preziosi commercializzate nel 2021. La fondatrice di Stomp Out Bullying, l'organizzazione anti-cyberbullismo che avrebbe dovuto ricevere i ricavi derivanti dalle vendite della bambola, ha dichiarato di non aver avuto nulla. Il fondatore de I bambini delle fate, associazione beneficiaria dei proventi delle uova di Pasqua, ha dichiarato di aver ricevuto due donazioni da Dolci Preziosi slegate dall'iniziativa commerciale e una donazione da Chiara Ferragni nel maggio 2022. La procura di Cuneo ha aperto due ulteriori fascicoli, senza ipotesi di reato e indagati: uno sull'operazione di beneficenza di Ferragni insieme al marchio Oreo e un altro sulle donazioni all'associazione Soleterre. L'AGCM ha aperto un'istruttoria nei confronti della influencer e della Dolci Preziosi per la vendita delle uova di pasqua. A luglio Chiara Ferragni ha rinunciato al ricorso all'AGCM sul caso dei pandori Balocco e ha raggiunto un'intesa su quello delle uova pasquali Dolci Preziosi che ha come impegno principale una donazione all'associazione che avrebbe dovuto beneficiare dei proventi dei dolci. L'indagine della Procura di Milano si è conclusa ad ottobre: all'influencer viene contestato un "ingiusto profitto" per la campagna Balocco pari ad un milione e 75 mila euro e uno per la campagna Dolci preziosi pari ad un milione e 50 mila euro. A dicembre il Codacons ha ritirato la denuncia in seguito al raggiungimento di un'intesa che prevede il risarcimento dei consumatori che si erano rivolti all'associazione con 150 euro ciascuno e una donazione di 200 mila euro a un ente che si dedica alle donne vittime di violenza. Nel gennaio 2025 la Procura di Milano ha rinviato a giudizio Chiara Ferragni.
A causa dello scandalo, Safilo Group ha annunciato l'interruzione dell'accordo di licenza con Chiara Ferragni per "violazioni di impegni contrattuali". L'azienda ha anche fatto causa a Fenice Srl chiedendo un risarcimento di 5,9 milioni di euro e questa, a sua volta, ha domandato la risoluzione del contratto per inadempimento e un risarcimento per mancato incasso di royalties e danno d'immagine. Anche Cartiere Paolo Pigna ha interrotto la collaborazione con Ferragni e Coca-Cola ha annullato uno spot pubblicitario avente l'influencer come protagonista che sarebbe dovuto andare in onda durante il Festival di Sanremo. Inoltre l'account Instagram di Chiara Ferragni ha registrato perdite per centinaia di migliaia di follower.
L'intera vicenda ha avuto ampia risonanza mediatica, sia in Italia sia all'estero, ed ha preso il nome di "Pandoro-gate".

## Nella cultura di massa
Il rapper Olly le ha dedicato una canzone, Chiara Ferragni, contenuta nell'EP Namasté.

## Filmografia
- Outing - Fidanzati per sbaglio, regia di Matteo Vicino – cameo (2013)
- Chiara Ferragni - Unposted, regia di Elisa Amoruso – documentario (2019)

## Programmi televisivi

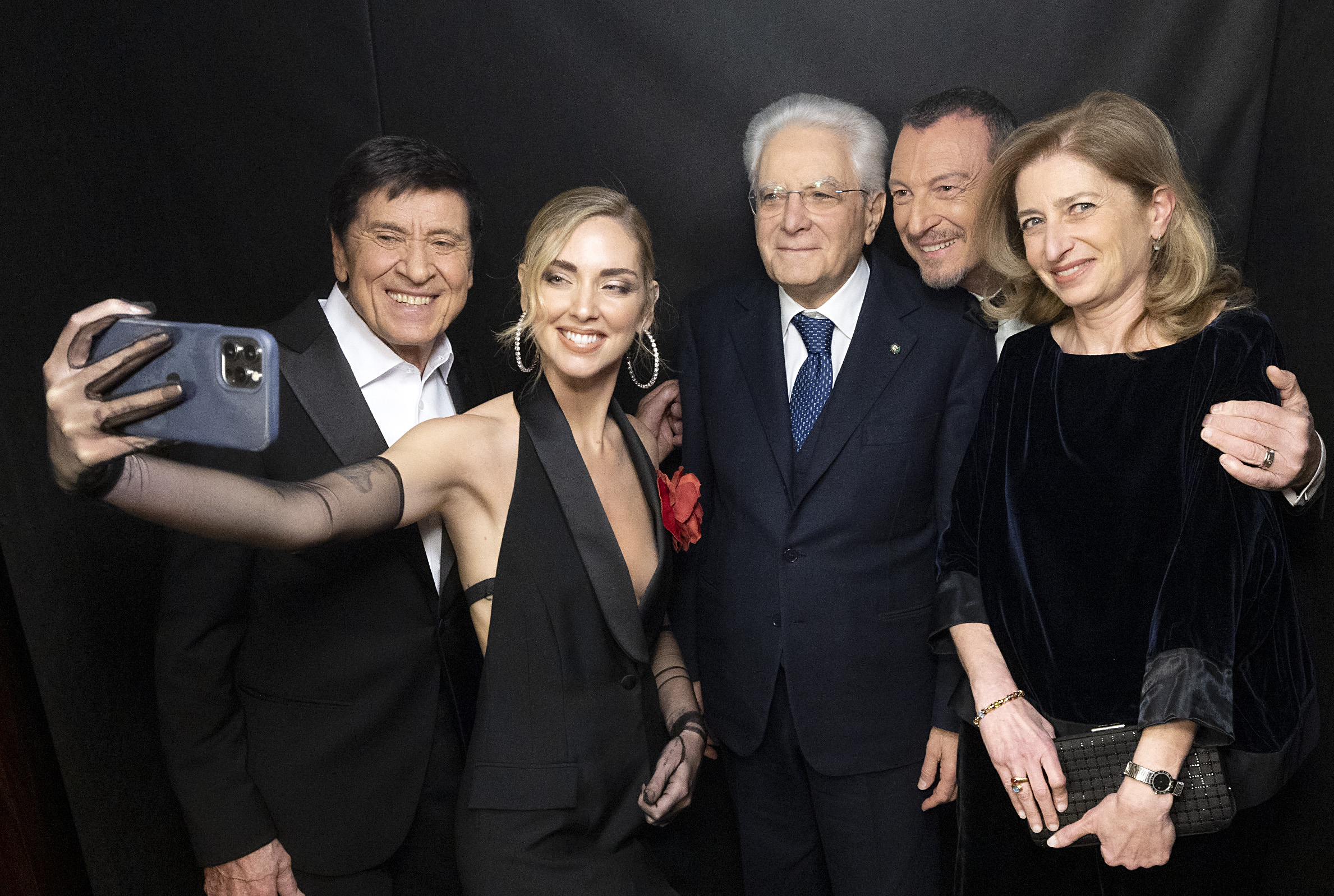
Chiara Ferragni al Festival di Sanremo 2023

- Project Runway, episodio 13x06 – Giudice (2014)
- Fenomeno Ferragni (Rai 2, 2020)
- Making the Cut, 6 episodi – Giudice (2020)
- Germany's Next Topmodel, episodio 15x12 – Giudice (2020)
- The Ferragnez (Prime Video, 2021-2023)
- Festival di Sanremo – Co-conduttrice (Rai 1, 2023)

## Spot pubblicitari
- Pantene (2023)
- BMW (2023)

## Riconoscimenti
- Gran Premio Internazionale dello Spettacolo
  - 2023 – Telegatto al miglior debutto televisivo[97]